# Nacho Gil
Ignacio Gil de Pareja Vicent (Valencia, 9 de septiembre de 1995), más conocido como Nacho Gil, es un futbolista español que juega como centrocampista en el C. D. Tenerife de la Primera Federación.
Es hermano del también futbolista Carles Gil.

## Trayectoria
Considerado uno de los futbolistas con mayor proyección de la cantera valencianista, a la que entró con siete años de edad, con el equipo Juvenil fue distinguido con el reconocimiento al mejor futbolista del Torneo Internacional de Dubai en su primer año como juvenil. Incluso el jeque, maravillado por sus condiciones técnicas, le invitó a una cena de goleadores del torneo y le propuso que dejara el Valencia C. F. para quedarse en su academia de Dubái, pero rechazó amablemente la oferta.

#### Valencia Mestalla
Poco después se consolidaría en las filas del Valencia Mestalla en el grupo III de la Segunda División B, debutando el 5 de enero de 2014 como titular ante L'Hospitalet en la 20.ª jornada de la temporada 2013-14, con el técnico Nico Estévez.
La siguiente temporada 2014/15 se afianzó en el equipo a las órdenes de Curro Torres disputando 32 partidos, casi todos como extremo izquierdo. Marcó su primer gol el 7 de diciembre de 2014 en la victoria 0-1 ante el Reus Deportiu. En total logró anotar 5 goles esa temporada y el equipo logró evitar el descenso terminando 14.º. 
Durante la primera mitad de la campaña 2015-16, con 20 años, siguió siendo un fijo en las alineaciones de Curro Torres, marcando incluso 3 goles. Su buen papel le hizo entrar en una convocatoria del primer equipo valencianista el 2 de diciembre, llamado por Voro, debido al gran número de bajas que había. Era para recibir en Mestalla al F. C. Barcelona, pero no llegó a tener minutos. El resto de participación en el equipo filial fue más irregular, pero terminó de nuevo como el extremo izquierdo titular. 
La temporada 2016-17 fue quizá la más inolvidable de su carrera al afianzarse como titular indiscutible del Valencia Mestalla y quedar a un solo paso del ascenso de categoría en una de las finales de la promoción de ascenso a Segunda. Marcó en total 8 goles entre los 30 partidos de la liga regular y los 5 que pudo disputar de la promoción de ascenso. Esta misma temporada fue la de su debut en el primer equipo.

#### Valencia C. F.
El 25 de febrero de 2017 hizo su debut oficial con el Valencia Club de Fútbol en los minutos finales del partido de la 24.ª jornada de la temporada 2016-17 disputado en Mendizorroza contra el Deportivo Alavés a las órdenes de Voro. La siguiente jornada también volvió a entrar en el último minuto del partido en Mestalla contra el C. D. Leganés, y el resto de la temporada siguió participando con el filial, el Valencia Mestalla. En mayo salió a la luz la renovación de su contrato con el equipo hasta 2020.
La pretemporada 2017-18 la hizo con el nuevo técnico Marcelino García Toral participando en siete encuentros amistosos y finalmente se quedó en el equipo con el dorsal 31, pudiendo participar también con el filial. Entró al campo de Mestalla en los 17 minutos finales contra la U. D. Las Palmas en la 1.ª jornada, y en la 2.ª jornada entró los últimos 7' en el Santiago Bernabéu contra el Real Madrid. Una inoportuna lesión le hizo salir de la dinámica del primer equipo y causó baja para las siguientes cuatro jornadas, Tras su recuperación dejó de contar para Marcelino, e incluso pudo disputar un partido con el Valencia Mestalla frente al C. D. Alcoyano. En la Copa del Rey sí fue titular en los cuatro partidos de las dos primeras eliminatorias frente a Real Zaragoza y Las Palmas. En diciembre y enero tuvo algo más de participación entrando en el segundo tiempo en el Coliseum ante el Getafe C. F. y en Mestalla ante el R. C. Celta y siendo titular ante la S. D. Eibar en Ipurúa y ante Las Palmas en Mestalla, pero la idel club y del técnico estaba clara. Su último partido como valencianista fue contra la U. D. Las Palmas y curiosamente su cesión fue al conjunto canario para que tuviera más minutos. 

#### U. D. Las Palmas
El 25 de enero de 2018 se hizo oficial su cesión hasta final de la temporada 2017-18 a la U. D. Las Palmas. Con los canarios debutó el 28 de enero en los últimos 28' del partido de la 21.ª jornada frente al Atlético de Madrid en el Wanda Metropolitano. Tuvo muchos más minutos a las órdenes de Paco Jémez que en Valencia, pero no pudo evitar el descenso del equipo. En total jugó 14 partidos con los canarios.

#### Elche C. F.
La pretemporada de 2018 la hizo con el primer equipo del Valencia C. F., participando en tres partidos amistosos, pero el técnico tenía claro que no contaba con Nacho. Se llegó a un acuerdo con el Elche C. F., entonces equipo de la Segunda División, donde pocos años antes ya había jugado su hermano Carles Gil, pero el club tenía el problema de que no le permitían inscribir nuevos futbolistas. Nacho por tanto no podía jugar con los ilicitanos hasta el mercado de invierno, pero el Valencia dio permiso para que ya desde septiembre pudiera entrenarse con ellos a las órdenes de Pacheta. A finales de diciembre el club ya lo hizo oficial, y pudo debutar el 4 de enero de 2019 en el Heliodoro Rodríguez López contra el C. D. Tenerife. Fue entrando poco a poco en la dinámica del equipo hasta llegar a participar en 11 partidos, de los cuales 5 fueron como titular. Una lesión en abril le impidió tener más minutos.

#### S. D. Ponferradina
La solución final fue acordar la rescisión de su contrato con el Valencia, y con la carta de libertad firmó en verano de 2019 una temporada con la Sociedad Deportiva Ponferradina, también de Segunda División. A las órdenes de Jon Pérez Bolo parte como titular en la mayoría de encuentros, debutando en la 1.ª jornada el 18 de agosto en el Ramón de Carranza contra el Cádiz C. F. Marcó su primer y único gol en la 21.ª jornada, el 22 de diciembre, marcando el empate en el Juegos Mediterráneos ante la U. D. Almería, partido que finalmente ganó la Ponferradina por 2-3. Siguió siendo importante para el técnico y participó como titular en la gran mayoría de encuentros durante la segunda vuelta del campeonato, teniendo en cuenta el parón por la pandemia de covid-19, y el equipo consiguió la permanencia en la penúltima jornada venciendo a la U. D. Almería en El Toralín, y el futbolista terminaba su contrato de un año.

#### F. C. Cartagena
El 18 de agosto de 2020 se hizo oficial su fichaje por el  F. C. Cartagena, recién ascendido a la Segunda División, llegando libre por dos temporadas. De la mano del técnico Borja Jiménez debutó entrando en el segundo tiempo de la 1.ª jornada frente al Real Oviedo en el Estadio Carlos Tartiere pero no pudo cambiar el 0-0 final. Fue titular en las dos siguientes jornadas pero finalizaron con derrotas del equipo. Entró en los minutos finales en la victoria 2-1 frente al C. D. Lugo y luego volvió a la titularidad en la victoria 0-2 frente a la S. D. Ponferradina, donde además dio su primera asistencia a Elady Zorrilla. No solía completar todos los encuentros al ser sustituido antes de terminar los partidos, pero aun así tuvo una importante participación al jugar durante toda la temporada en un total de 35 partidos oficiales del club, que finalmente logró la permanencia.

#### New England Revolution
El 23 de agosto de 2022 firmó libre hasta final de año por el New England Revolution de Boston (Estados Unidos) que participaba en la Major League Soccer, equipo en el que ya jugaba su hermano Carles Gil. Debutó el 11 de septiembre a las órdenes del técnico Bruce Arena en una derrota por 2-1 frente al New York Red Bulls en el Red Bull Arena.[cita requerida] En total participó en cuatro encuentros de la fase regular del campeonato, coincidiendo sobre el terreno de juego con su hermano en tres de ellos.[cita requerida]
Al término de la temporada 2024 quedó libre al no ser ejercida la opción de ampliar su contrato. Entonces regresó a Europa y el 22 de enero fichó por el Volos F. C. griego. Allí terminó la campaña y en julio se unió al C. D. Tenerife por dos años.

## Clubes
Actualizado al último partido jugado en la temporada 2024-25.
| Club                      | País           | Año       | Partidos | Goles |
| ------------------------- | -------------- | --------- | -------- | ----- |
| Valencia C. F. Mestalla   | España         | 2013-2017 | 95       | 16    |
| Valencia C. F.            | España         | 2017-2019 | 12       | 0     |
| U. D. Las Palmas (cedido) | España         | 2018      | 14       | 0     |
| Elche C. F. (cedido)      | España         | 2019      | 11       | 2     |
| S. D. Ponferradina        | España         | 2019-2020 | 35       | 1     |
| F. C. Cartagena           | España         | 2020-2022 | 60       | 1     |
| New England Revolution    | Estados Unidos | 2022-2024 | 39       | 2     |
| Volos F. C.               | Grecia         | 2025      | 17       | 2     |
| C. D. Tenerife            | España         | 2025-     |          |       |